# 镰仓女子大学短期大学部
镰仓女子大学短期大学部（日语：／ Kamakura Joshi Daigaku Tanki Daigakubu *）是一所位于日本神奈川县镰仓市的私立短期大学。

## 概要

### 简介
- 学校最早可以追溯到1943年[1]。短期大学为于1950年开办[1]、由学校法人镰仓女子大学经营。

### 历史
- 1950年 京滨女子短期大学成立并同时设置家政科和保健科。
- 1957年 初等教育科成立。
- 1958年 今年3月31日保健科成立。
- 1959年 改校名为京滨女子大学短期大学部。
- 1962年 第二部于初等教育科成立。
- 1989年 改校名为镰仓女子大学短期大学部。
- 2001年 专科家政专攻和初等教育专攻成立。
- 2002年 家政科招生最后。
- 2004年 初等教育科第二部和专攻家政专攻各自招生最后。
- 2005年 今年3月31日家政科停办。
- 2007年 今年3月31日初等教育科第二部停办。

### 宪章
- 请参看镰仓女子大学短期大学部的标志 （页面存档备份，存于） （日語） 2013年12月30日阅览。

## 学校环境
- 校区：在神奈川县镰仓市

## 历任校长
- 福井一光：现在短期大学校长[2]

## 组织

### 学科
- 初等教育学科

### 前学科
- 家政科[注 1]
- 保健科[注 2]
- 初等教育学科
  - 第一部
  - 第二部[注 3]

### 专科
| - 家政专攻 - 初等教育专攻 |

### 业余课程
| - 没有 |

## 相关链接
- 日本短期大学列表
- 镰仓女子大学